# Survivor Series: WarGames (2023)
Survivor Series: WarGames (2023) foi o 37º evento anual de luta profissional Survivor Series, pay-per-view (PPV) e transmissão ao vivo produzido pela WWE. Foi realizado para lutadores das divisões das marcas Raw e SmackDown da promoção. O evento aconteceu no sábado, 25 de novembro de 2023, na Allstate Arena, no subúrbio de Rosemont, Illinois, em Chicago, marcando o terceiro Survivor Series a ser realizado nesta arena após os eventos de 1989 e 2019 (o evento de 1989 foi realizado aqui quando ainda era conhecido como Rosemont Horizon; foi renomeado em 1999). É o segundo Survivor Series a incluir o conceito WarGames depois de ter sido introduzido pela primeira vez no elenco principal da WWE em 2022. O evento também contou com o retorno de Randy Orton, que estava lesionado desde maio de 2022.

## Produção

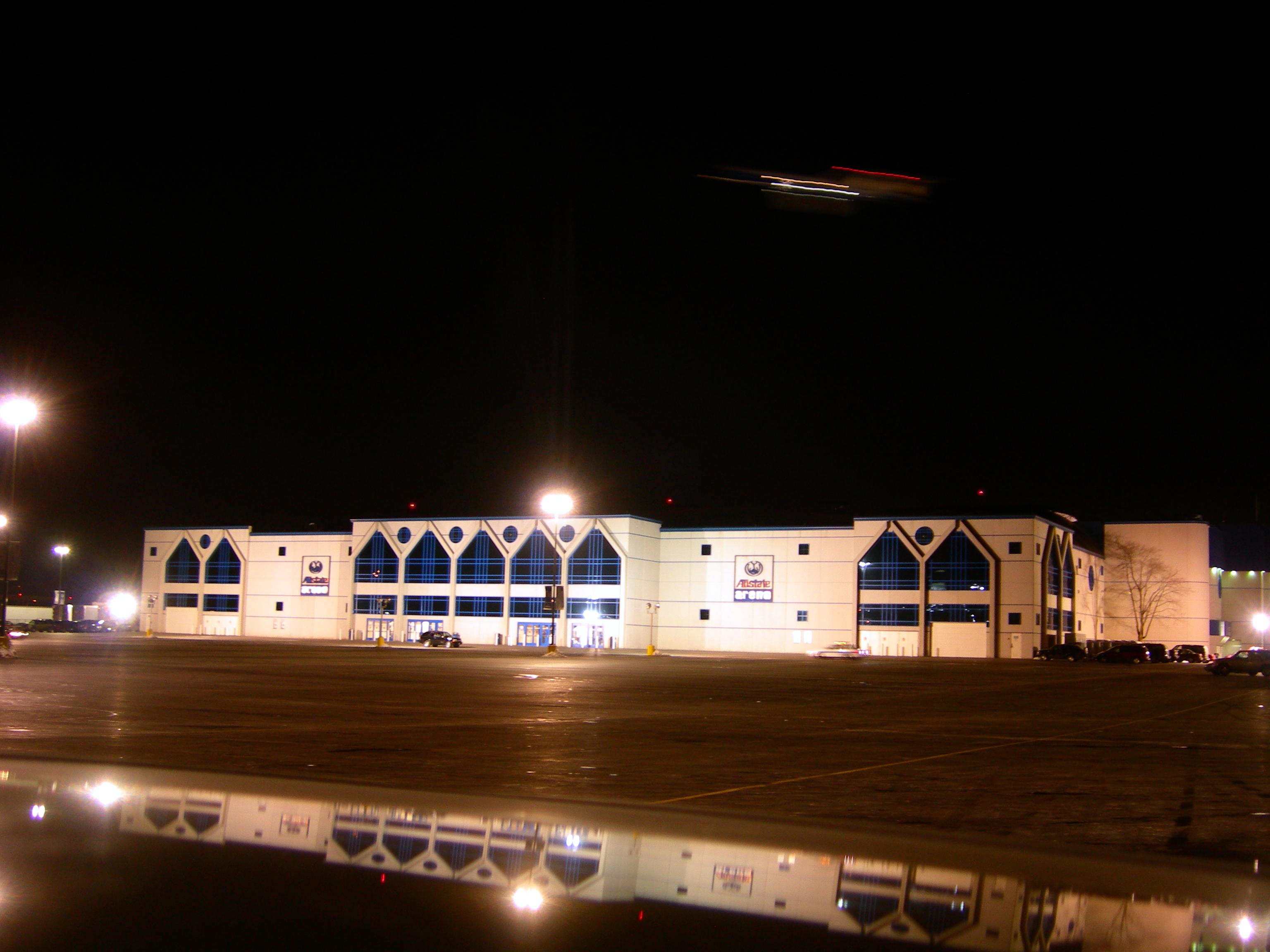
O evento foi realizado na Allstate Arena, no subúrbio de Rosemont, Illinois, em Chicago, marcando o terceiro Survivor Series realizada aqui após os eventos de 1989 e 2019.

Survivor Series é um wrestling profissional anual produzido todo mês de novembro pela WWE desde 1987. O segundo mais antigo evento pay-per-view (PPV) da história (atrás do WrestleMania da WWE), é um dos cinco maiores eventos da promoção do ano, junto com WrestleMania, SummerSlam, Royal Rumble , e Money in the Bank, referidos como os "Big Five". O evento é tradicionalmente caracterizado por ter Survivor Series match, que são luta de eliminação de duplas que normalmente apresentam equipes de quatro ou cinco lutadores uns contra os outros. 
Em 7 de julho de 2023, a WWE anunciou que retornaria à Allstate Arena no Chicago subúrbio de Rosemont, Illinois para o 37º Survivor Series no sábado, 25 de novembro. Foi o terceiro Survivor Series a ser realizado nesta arena depois dos eventos 1989 e 2019, e contou com lutadores do Raw e SmackDown divisões de marca. Além de ser transmitido em PPV em todo o mundo, esteve disponível para transmissão ao vivo no Peacock nos Estados Unidos e na WWE Network na maioria dos mercados internacionais. Além disso, o episódio de 24 de novembro de Friday Night SmackDown foi realizado na mesma arena. Os ingressos foram colocados à venda em 21 de julho via Ticketmaster. Rompendo com a tradição, o evento 2022 não incluiu nenhuma Survivor Series ou partidas do tipo eliminação e, em vez disso, foi baseado na luta WarGames. Embora tenha sido relatado que o evento de 2023 contará novamente com a partida, isso não foi confirmado pela WWE.

### Histórias
O evento incluiu lutas resultantes de histórias roteirizadas. Os resultados foram predeterminados pelos escritores da WWE nas marcas Raw e SmackDown enquanto as histórias foram produzidas nos programas de televisão semanais da WWE, Monday Night Raw e Friday Night SmackDown.
No episódio do Raw de 30 de outubro, o Campeão Intercontinental Gunther deveria ser um convidado do talk show de The Miz, "Miz TV"; no entanto, Miz foi interrompido pelos companheiros de grupo do Imperium de Gunther, Giovanni Vinci e Ludwig Kaiser, que afirmaram que Gunther não apareceria. Depois de algumas discussões, no entanto, Gunther se manifestou e afirmou que não respeitava Miz, pois via Miz mais como um "artista" do que um lutador sério, com Miz então dizendo que ele mesmo foi quem tornou o Campeonato Intercontinental prestigiado. e poderia fazer isso de novo. Depois que o Imperium começou a destruir o set "Miz TV", Miz atacou o Imperium, mas Gunther levou a melhor, virando o rosto de Miz pela primeira vez desde janeiro de 2020. Mais tarde, Miz pediu ao Gerente Geral do Raw, Adam Pearce, uma luta pelo campeonato contra Gunther, mas Pearce recusou porque havia outros que também queriam uma disputa pelo título. Uma luta fatal four-way foi então agendada para o próximo episódio para determinar o desafiante de Gunther pelo Campeonato Intercontinental no Survivor Series: WarGames, que Miz venceu.
No Crown Jewel, Zoey Stark participou de uma luta fatal de cinco lutadoras pelo Campeonato Mundial Feminino de Rhea Ripley, que Ripley manteve. No episódio seguinte do Raw, Stark venceu uma Battle Royal para enfrentar Ripley pelo título um contra um no Survivor Series: WarGames.
Desde junho, Seth "Freakin" Rollins, Cody Rhodes, Jey Uso e Sami Zayn estiveram envolvidos em várias rivalidades com The Judgment Day (Finn Bálor, Damian Priest e "Dirty" Dominik Mysterio) e seu associado, JD McDonagh, abrangendo lutas pelo Campeonato Mundial dos Pesos Pesados de Rollins e pelo Campeonato Indiscutível de Duplas da WWE de Bálor e Priest. Na conclusão do episódio do Raw de 6 de novembro, uma briga começou entre os oito homens. Farto do caos constante causado por The Judgment Day, o Gerente Geral do Raw, Adam Pearce, anunciou que Rollins, Rhodes, Uso e Zayn enfrentariam Judgment Day e McDonagh em uma partida de WarGames no Survivor Series: WarGames. Na semana seguinte, Rhodes e Priest foram revelados como líderes de suas respectivas equipes, enquanto McDonagh se tornou membro oficial do Judgment Day. No final da noite Drew McIntyre que estava conversando com Rhea Ripley e tinha seus próprios problemas anteriores com Uso devido ao envolvimento de Uso em The Bloodline ajudou Bálor e Priest a reter o Campeonato Indiscutível de Duplas da WWE em uma revanche contra Rhodes e Uso. No episódio seguinte, McIntyre foi adicionado à equipe WarGames do Judgment Day e mais tarde naquela noite, ele derrotou Uso para ganhar a vantagem WarGames. O quinto membro da equipe de Rhodes foi então revelado como o retorno de Randy Orton, que estava lesionado desde maio de 2022.
No SummerSlam, Bianca Belair derrotou Asuka e Charlotte Flair em uma luta de trios para ganhar o Campeonato Feminino da WWE, mas imediatamente perdeu o título para Iyo Sky, que resgatou seu contrato do Money in the Bank. Após o evento, Damage CTRL (Bayley, Sky e Dakota Kai) começaram a rivalizar com Asuka, assim como Flair, que ficou do lado de Asuka. O Damage CTRL também deixou Belair de lado devido a uma lesão no joelho. Posteriormente, Sky manteve seu campeonato em partidas contra Asuka e Flair graças à interferência de Bayley e Kai. Depois que Belair retornou no final de outubro, Sky manteve o título contra ela no Crown Jewel depois que Kairi Sane, que retornou (em sua primeira aparição desde julho de 2020), interferiu. No SmackDown seguinte Sky e Kai disseram que trouxeram Sane para tornar seu grupo mais forte com Sane elogiando Bayley por sua liderança e também disse que perdoou Bayley por atacá-la em julho de 2020. Elas foram então interrompidos por Belair Flair e Asuka. Uma luta de duplas de seis mulheres ocorreu então, que terminou em no contest depois que Asuka se voltou contra sua equipe, posteriormente se reunindo com Sane e se juntando a Damage CTRL. Shotzi tentou fazer a defesa, mas também foi derrotada. Na semana seguinte, Damage CTRL (representado por Bayley, Sky, Asuka e Sane) desafiou Belair, Flair, Shotzi e uma parceira de sua escolha para uma partida de WarGames, que foi aceita. O Gerente Geral do SmackDown, Nick Aldis, deu à equipe de Belair até o final da noite para selecionar sua quarta membro e elas escolheram Becky Lynch do Raw depois que Damage CTRL derrotou as outras mulheres no SmackDown. Naquela mesma noite, a WWE anunciou que uma votação dos fãs patrocinada por Ruffles seria realizada para determinar qual time receberia a vantagem dos WarGames.
No episódio de 10 de novembro do SmackDown, a Latino World Order (LWO) abordou a derrota do líder Rey Mysterio do Campeonato dos Estados Unidos no Crown Jewel para Logan Paul, que usou soco inglês para vencer. Carlito culpou Santos Escobar por ter deixado o soco inglês no avental do ringue. Escobar então saiu incrédulo da acusação, mas depois deu meia-volta em Mysterio, machucando o joelho esquerdo e golpeando-o com os degraus de aço. Na semana seguinte, Escobar disse que Mysterio era seu herói, mas ao conhecê-lo percebeu que estava errado. Ocorreu um confronto com os outros membros da LWO (Joaquin Wilde, Cruz Del Toro e Zelina Vega), onde Escobar atacou Wilde e Toro. Carlito saiu para defender, mas Escobar escapou. Mais tarde, uma partida entre Carlito e Escobar foi anunciada para Survivor Series: WarGames.

## Evento
| Função:                 | Nome:                                       |
| ----------------------- | ------------------------------------------- |
| Comentaristas ingleses  | Michael Cole                                |
| Comentaristas ingleses  | Corey Graves                                |
| Comentaristas espanhóis | Marcelo Rodriguez                           |
| Comentaristas espanhóis | Jerry Soto                                  |
| Anunciador de ringue    | Mike Rome (SmackDown/Men's WarGames match)  |
| Anunciador de ringue    | Samantha Irvin (Raw/Women's WarGames match) |
| Árbitros                | Jason Ayers                                 |
| Árbitros                | Jessika Carr                                |
| Árbitros                | Daphanie LaShaunn                           |
| Árbitros                | Eddie Orengo                                |
| Árbitros                | Charles Robinson                            |
| Árbitros                | Ryan Tran                                   |
| Árbitros                | Rod Zapata                                  |
| Painel pré-show         | Kayla Braxton                               |
| Painel pré-show         | Jackie Redmond                              |
| Painel pré-show         | Peter Rosenberg                             |
| Painel pré-show         | Booker T                                    |
| Painel pré-show         | Wade Barrett                                |

### Pré-show
Durante o pré-show Survivor Series: WarGames Kickoff, foi revelado que a equipe de Bianca Belair ganhou a votação dos fãs patrocinada por Ruffles para receber a vantagem WarGames.

### Lutas preliminares
A primeira luta da noite foi a WarGames feminina, que viu a equipe de Bianca Belair, Charlotte Flair, Shotzi e Becky Lynch enfrentarem Damage CTRL (Bayley, Iyo Sky, Asuka e Kaire Sane, acompanhadas por Dakota Kai), com A equipe de Belair tem a vantagem dos WarGames. Lynch e Bayley começaram a partida. No início, Bayley jogou Lynch na jaula. Lynch aplicou o Dis-Arm-Her, mas Kai interferiu, acertando Lynch com um bastão de kendo através da gaiola. Shotzi jogou uma lata de lixo no ringue. Belair chicoteou Sky e Bayley com suas tranças. Sky colocou uma lata de lixo na cabeça e mergulhou em cima de todos do topo da jaula. Em outro ponto alto, Flair deu um moonsault do topo da jaula para todos. Houve quase quedas para ambas as equipes. Asuka perdeu uma névoa em Shotzi, permitindo que Belair atacasse Asuka com um extintor de incêndio. Flair tentou lançar uma lança em Sane, mas Bayley a empurrou para fora do caminho e pegou a lança. Os rostos então realizaram seus movimentos característicos em Bayley, com Lynch finalizando-a com um Manhandle Slam da segunda corda através de uma mesa e prendendo-a para vencer.
Em um segmento de bastidores, Otis do Raw, Akira Tozawa, e Maxxine Dupri da Alpha Academy e WWE Women's Tag Team Champions Chelsea Green e Piper Niven foram mostradas comendo Ruffles em um sofá assistindo ao evento. Pretty Deadly do SmackDown (Elton Prince e Kit Wilson) apareceram e discutiram com Otis sobre se eram batatas fritas ou batatas fritas. Um R-Truth que retornou, que estava lesionado desde novembro de 2022, então apareceu de trás do sofá e resolveu a discussão, afirmando que eles eram Ruffles e então pediu que todos se dessem bem, o que terminou com Tozawa fazendo a dança "Ruffle Shuffle".
Depois disso, Gunther defendeu o Campeonato Intercontinental contra The Miz. The Miz rebateu uma powerbomb e deu alguns chutes no torso de Gunther. The Miz atingiu um Skull-Crushing Finale por uma contagem de dois. Gunther deu um top rope nas costas de Miz e então executou um Boston crab with knee para a vitória por finalização.
Na sequência, Santos Escobar enfrentou Dragon Lee. Escobar foi rápido no ataque no início. Escobar enfiou a perna de Lee entre o poste do ringue e pisou nela, mas Lee lutou contra ele. Escobar acertou um furacão em Lee, terminando com um Phantom Driver e derrotou Lee para a vitória.
Na penúltima luta, Rhea Ripley defendeu o Campeonato Mundial Feminino contra Zoey Stark. Houve uma briga entre os dois antes do início da partida. Após o início da luta, Stark acertou Ripley com um dropkick. Stark, lutando contra Ripley, foi recebido com chutes. Ripley rebateu o Z-360 antes de desferir uma cabeçada e depois acertou um Riptide para reter o título.

### Evento principal
O evento principal foi a partida masculina de WarGames, que contou com a equipe de Cody Rhodes. Seth "Freakin" Rollins, Jey Uso, Sami Zayn e Randy Orton enfrentam The Judgment Day (Damian Priest, Finn Bálor, "Dirty" Dominik Mysterio e JD McDonagh) e Drew McIntyre com a equipe do Judgment Day tendo a vantagem dos WarGames. Durante toda a noite anterior e no início da luta principal, Orton não apareceu, preocupando sua equipe. Os dois primeiros a entrar na jaula foram Rollins e Bálor. Rollins ganhou vantagem antes de McDonagh entrar para virar a maré a favor de seu time. Uso entrou ao lado para equilibrar as coisas. McIntyre deveria entrar em seguida, mas Priest o impediu antes de entrar na partida. Priest pegou um bastão de metal e bateu em Uso e Rollins várias vezes. Zayn agarrou uma mesa e atacou Priest antes de arrancar um cano da gaiola e usá-lo para atacar o Dia do Julgamento. Mysterio se viu em menor número antes do resto do Dia do Julgamento e McIntyre se recuperou. Priest e McIntyre realizaram chokeslams simultâneos em Rhodes, Zayn e Rollins, antes de conduzir Rollins pela mesa com o Fio da Navalha. Enquanto o relógio fazia a contagem regressiva para o tempo final para a aparição de Orton, Rhea Ripley fez uma entrada com o contrato Money in the Bank de Priest e um árbitro a reboque. Antes que o contrato pudesse ser oficialmente descontado, no entanto, Orton apareceu no último segundo, nivelando as probabilidades com sua equipe realizando DDTs estéreo auxiliados por corda para The Judgment Day e McIntyre. No momento em que Orton estava prestes a acertar Priest com um RKO, ele voltou sua atenção para Uso que, junto com The Bloodline, foi o responsável por sua ausência de 18 meses. Orton provocou Uso, dizendo-lhe que não havia esquecido o que havia feito antes de Uso interceptar um Priest atacante com um Superkick, seguido por um RKO de Orton em Mysterio. McDonagh foi perseguido até o topo da jaula por Zayn e Rollins, e eles jogaram McDonagh para Orton, que o pegou com um RKO. Rhodes então acertou Priest com um Cross Rhodes antes de imobilizá-lo para a vitória.
Quando o show estava prestes a sair do ar, CM Punk, que havia sido demitido da All Elite Wrestling quase três meses antes, fez seu retorno surpresa à WWE pela primeira vez desde o Royal Rumble 2014 (descontando seu tempo com o show de FS1 WWE Backstage).

## Após o evento

### Raw
O episódio seguinte do Raw começou com Randy Orton agradecendo a Cody Rhodes por permitir que ele fizesse parte da partida WarGames e também agradecendo o falecido pai de Rhodes, Dusty Rhodes, por criar a luta. Orton então afirmou que tinha assuntos inacabados com The Bloodline, no entanto, foi interrompido pela campeã mundial feminina, Rhea Ripley, que tentou recrutar Orton para o Dia do Julgamento. Orton recusou e foi atacado por companheiros do Dia do Julgamento, "Dirty" Dominik Mysterio e JD McDonagh, que recebeu um RKO. Mais tarde no evento principal, Orton derrotou Mysterio. Além disso, Jey Uso pediu desculpas a Orton, pois ele e Jimmy Uso foram os responsáveis pela lesão de Orton. Orton aceitou o pedido de desculpas e afirmou que eles eram bons desde que Jey não estivesse em The Bloodline.
Cody Rhodes também abordaria a partida WarGames e como Orton permitiu que ele garantisse a vitória para seu time. Rhodes também declarou sua participação no 2024 Royal Rumble match, porém, ele foi interrompido e atacado por Shinsuke Nakamura.
Seth "Freakin" Rollins também elogiou a vitória de seu time no WarGames, após o que Rollins voltou sua atenção para defender seu Campeonato Mundial de Pesos Pesados novamente. Drew McIntyre então interrompeu Rollins e afirmou que ele só se juntou à equipe do The Judgment Day para poder ter Jey Uso na jaula, porém, ele não enfrentou Uso. McIntyre afirmou que deixaria seus problemas com Uso para trás, pois queria uma revanche pelo título do Crown Jewel. No entanto, Rollins afirmou que havia outros que mereciam uma luta pelo título primeiro, começando com Uso na semana seguinte, o que enfureceu McIntyre e ele posteriormente atacou Rollins.
No segmento final do Raw, CM Punk abordou o seu regresso à WWE, alegando que era um homem mudado e que teve que sair em 2014. Punk afirmou então que era hora de voltar à WWE e mostrar que ele realmente era o “melhor do mundo”. Ele também agradeceu aos fãs da WWE por nunca o esquecerem e por cantarem continuamente seu nome ao longo dos anos.

## Resultados
| Nº                                          | Resultados | Estipulações                                     | Tempo |
| ------------------------------------------- | --- | ------------------------------------------------ | ----- |
| 1                                           | Bianca Belair, Charlotte Flair, Shotzi, e Becky Lynch derrotaram Damage CTRL (Bayley, Asuka, Iyo Sky, e Kairi Sane) (com Dakota Kai)                                                  | Luta WarGames feminina                           | 33:35 |
| 2                                           | Gunther (c) derrotou The Miz | Luta individual pelo Campeonato Intercontinental | 12:20 |
| 3                                           | Santos Escobar derrotou Dragon Lee | Luta individual                                  | 7:40  |
| 4                                           | Rhea Ripley (c) derrotou Zoey Stark | Luta individual pelo Campeonato Mundial Feminino | 9:15  |
| 5                                           | Cody Rhodes, Seth "Freakin" Rollins, Jey Uso, Sami Zayn e Randy Orton derrotaram The Judgment Day (Damian Priest, Finn Bálor, "Dirty" Dominik Mysterio e JD McDonagh) e Drew McIntyre | Luta WarGames masculina                          | 34:50 |
| (c) – Refere-se aos campeões antes da luta. | |                                                  |       |